# San Miguel del Valle (ort)
San Miguel del Valle är en ort i Spanien.   Den ligger i provinsen Provincia de Valladolid och regionen Kastilien och Leon, i den nordvästra delen av landet, 230 km nordväst om huvudstaden Madrid. San Miguel del Valle ligger 740 meter över havet och antalet invånare är 212.
Terrängen runt San Miguel del Valle är platt. Runt San Miguel del Valle är det glesbefolkat, med 10 invånare per kvadratkilometer. Närmaste större samhälle är Benavente, 15,3 km väster om San Miguel del Valle. Trakten runt San Miguel del Valle består till största delen av jordbruksmark.